# Graham Rahal

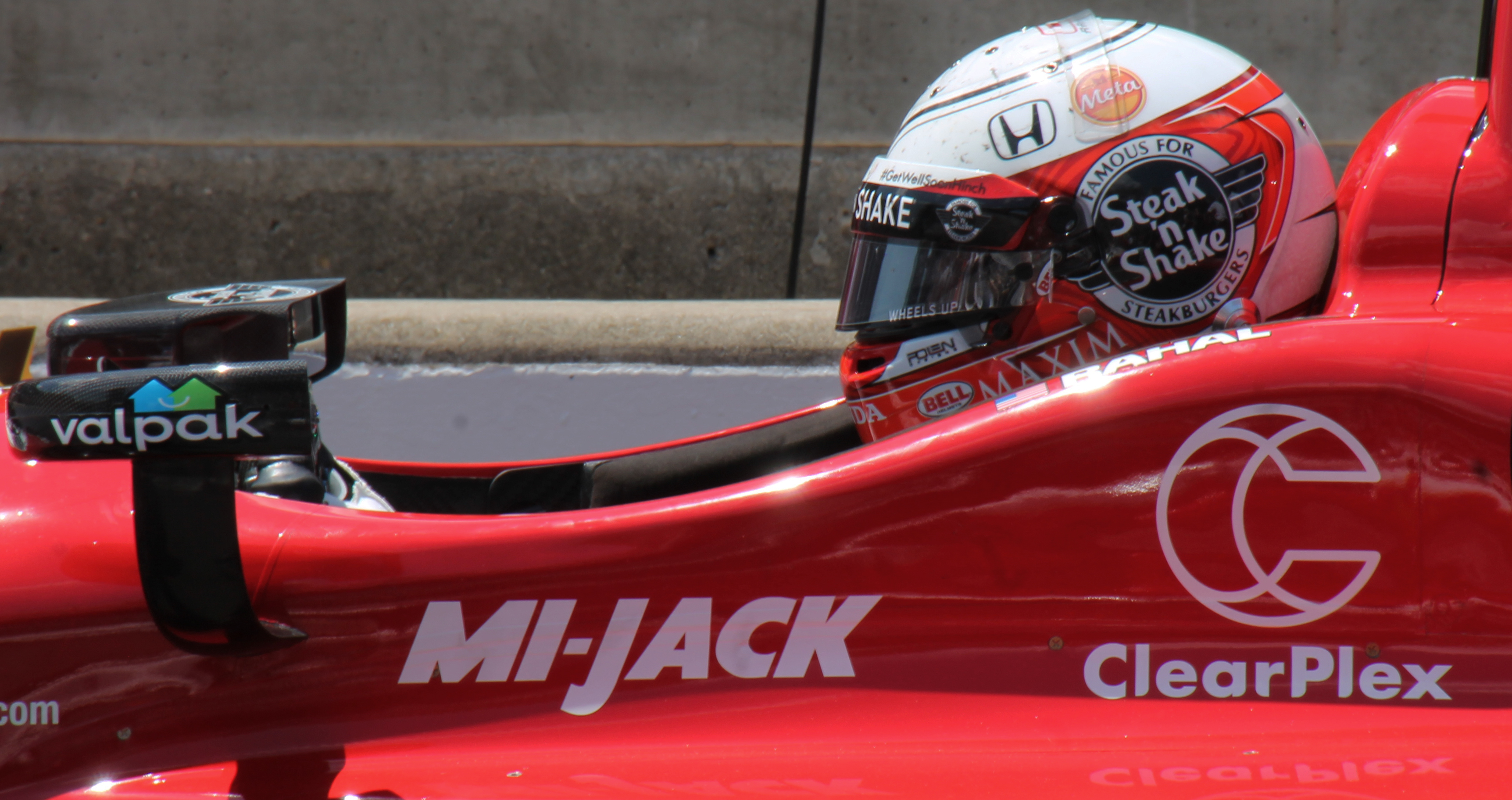
Graham Rahal során képesítések Indianapolis 500, 2015

Graham Rahal (Columbus, Ohio, 1989. január 4. –) amerikai autóversenyző, az IndyCar mezőnyének tagja. Az 1986-os indianapolisi 500 győztes Bobby Rahal fia.

## Pályafutása

### A kezdetek
2005-ben negyedik lett a Star Mazda szériában.  Az A1GP utolsó három fordulójában versenyzett a libanoni csapat színeiben. 2006-ban teljes szezont ment a Champ Car Atlantic szériában és második lett a bajnokságban. 2006 augusztusában tudta meg a SpeedTV, hogy Rahal teljes szezont megy a Champ Car-ban 2007-ben a Newman/Haas/Laningan csapatnál. 2007 júniusában diplomázott a Dension Egyetem hallgatójaként.

### 2007
2007 január végén elindult a Daytona-i 24 órás versenyen a Southard Motorsports Lexus Riley-al három csapattársával, de a versenyen kiestek és csak 62. helyen rangsorolták őket a 70 nevezőből. Március 18-án elindult az Amerikai Le Mans széria Sebring-i 12 órás versenyén ahol az apja csapatában versenyzett egy GT2-es Porsche-val, a futamot a hatodik helyen zárta a géposztályon belül, az összetettben tizenötödik lett.
Március 27-én igazolódott be a SpeedTV sejtése, vagyis a Newman/Haas/Laningan csapatnál versenyzik Bourdais mellett a #2-es Panoz DP01-es autóval amit a széria ebben az évben használ először.
Április 8-án debütált a Champ Car-ban az új Las Vegas-ban kialakított utcai pályán de a verseny rajtja után szinte azonnal a falnak csapódott és kiállni kényszerült. Az egy héttel későbbi Long Beach-i versenyt már be tudta fejezni méghozzá a nyolcadik helyen. A Long Beach-i verseny után egy héttel következő Houston-i versenyen a második helyével ő lett a legfiatalabb dobogós a Champ Car történetében. A szezont ötödik helyen zárta 243 ponttal és négy dobogós helyezéssel de nem tudott versenyt nyerni.

### 2008
Miután a Champ Car és az IRL egyesült 2008-ban Rahal-nak lehetősége állt rajthoz állni első indianapolisi 500-as versenyén.
Az évnyító Homestead-i futamot kihagyni kényszerült mert az autóját egy teszten összetörte és nem volt elég pótalkatrész, hogy összerakják az autót a futamra. Emiatt csak a St.Petersburg-i futamon debütálhatott az új IndyCar bajnokságban és az esős versenyen – amit a kétórás időhatár lejárta miatt a 83. körben intettek le – meg tudta szerezni első győzelmét rögtön a legelső versenyén, úgyhogy még ki is pördült egyszer a pályán. A győzelmével Rahal lett a legfiatalabb győztes az Amerikai Nyíltkerekes versenyzés világában. Az indianapolisi 500 mérföldes futamon kiállni kényszerült miután a falnak csapta az autót. A győzelmét leszámítva a legjobb eredménye két nyolcadik hely Watkins Glen-ből és Sonoma-ból. A szezont a tizenhetedik helyen zárta és a negyedik legjobb újonc lett 2008-ban az IndyCar-ban.

### 2009
2009-ben is a Newman/Haas/Laningan csapatnál maradt és a szezonnyító St.Petersburg-i futamon sikerült megszereznie első pole pozícióját amivel a legfiatalabb pole pozíciós lett az Amerikai Nyíltkerekes versenyzés világában. Ez volt az első alkalom apja 1992-es Toronto-i pole pozíciója után, hogy egy Rahal indulhat az élről a versenyen. A csapattársával Robert Doornbos-al nem nagyon kedvelték egymást, ezért is ment el Doornbos a csapattól, miután a Kentucky verseny után lejárt a szerződése a csapattal. Rahal a bajnokságot a hetedik helyen zárta két dobogós helyezéssel.

### 2010
2010-ben már nem a Newman/Haas/Laningan-nél versenyzett mert a McDonald's úgy döntött elhagyja a csapatot és a téli olimpiára koncentrál inkább.
2010. március 10-én a csapattulajdonos Sarah Fisher maga helyett inkább Rahal-t indította St.Pete-ben és Alabama-ban. St.Pete-ben kilencedik lett ezzel a csapat eddigi legjobb eredményét szerezte meg, de Alabama-ban csak 17. lett körhátrányban. Április 6-án jelentette be a csapat, hogy Rahal-t elindítják Long Beach-ben is ahol csak huszonkettedik lett miután a brazil Romancini-vel ütközött a célegyenes végén.
A Long Beach-i futam után az apja csapatához, a Rahal Letterman Racing-hez szerződött az Indy 500-ra. Az Indy 500-on a hetedik helyre kvalifikálta magát és a versenyen tizenkettedik lett.
Miután Mike Conway megsérült az Indy 500-on és nem tud rajthoz állni egy ideig ezért Rahal-t szerződtették a helyére az Iowa-i futamon amit a kilencedik helyen zárt.
Eredetileg az apja csapatában versenyzett volna de mivel az ALMS futamok miatt nem ért rá ezért szponzorostől kölcsönadták a Newman/Haas Racing-nek. A Toronto-i futamtól kezdődően a hátralévő nyolc versenyből haton fog rajthoz állni méghozzá az alábbi pályákon: Toronto, Mid-Ohio, Sonoma, Chicago, Motegi és Homestead.

### 2011–2012
2011-ben a Chip Ganassi Racing #38-as autójába írt alá kétéves szerződést. A szezonja nehezen indult, de szezon negyedik versenyén, a sao paulo-i esős futamon a második helyen intették le. A következő versenyen az Indianapolis 500-on a harmadik helyen ért célba, ezzel a legjobb egyéni eredményét érte el a versenyen és a Ganassi Racing legjobb eredményét is ő hozta. A szezon hátralevő részében változó eredményeket ért el. Milwaukeeban második lett, szerzett még két top10-es helyezést, a többi versenyen pedig legtöbbször önhibáján kívül kiesett.
2012-ben legjobb eredménye a Texas Motor Speedway ováljáról szerzett 2. pozíció volt. Justin Wilson mögött ért be, aki 2015-ben életét vesztette.

### 2013–2023
2013-tól kezdve újra édesapja csapatában, a Rahal Letterman Lanigan Racing (RLL) színeiben vezet. Legjobb eredménye az évadból a napsütéses Long Beach-en elért 2. volt. Ezt követően kijelentette, hogy a gárdával együtt folyamatosan szeretne fejlődni. 
2015 első felében három pódiumot is gyűjtött, a Barber Motorsports Parkban, Indianapolisban és a vasárnapi Detroit futamon. 2015. június 27-én egy több mint 6 éves nyeretlenségi szériája szakadt meg, amikor az ovál Auto Club Sppedwayen első helyen intette le kockás zászló. A Honda Indy 200-on is diadalmaskodott, Mid-Ohióban, amely különösen elérzékenyítette, hiszen egyrészt Ohióban nőtt fel, másrészt először volt komoly lehetősége bajnokságot nyerni. Végül a 4. lett összetettben, miután az utolsó két összecsapáson nem szerepelt jól.
A 2016-os szezon tizennegyedik fordulójában sikerrel zárta a Texasban megrendezett Firestone 600-at. Mindössze  0,008 másodpercen múlott, hogy James Hinchcliffe nem előtte végzett. Ez az ötödik legszorosabb befutó volt a IndyCar/CART történetében. 2017-ben hatszor rangsorolták az első öt pilóta között. 2018. március 11-én a St. Petresburg utcáin tartott szezonnyitón az utolsó helyről rajtolva 2. lett Sébastien Bourdais mögött, az összetettben pedig a 8. helyet foglalhatta el. 2019-ben érte el azt a kisebb mérföldkövet, hogy sorozatban öt éve a legjobb 10 versenyző között zárt a tabellán.
A 2020-as indianapolisi 500 mérföldes versenyen 3. helyen futott be Szató Takuma és Scott Dixon mögött.
A 2023-as viadalra pályafutása során először fordult elő, hogy nem tudta magát kvalifikálni az RLL csapattal, mivel csapattársa, Jack Harvey kiütötte a továbbjutó helyekről a selejtező körben. Miután azonban Stefan Wilson egy edzésen bekövetkezett baleseti sérülés miatt nem tudott elindulni, Rahalt választották a #24-es Dreyer & Reinbold Racing / Cusick Motorsports Chevrolet cserepilótájának, így ott tudott lenni a rajtrácson. A 22. helyen végzett, öt körrel a vége előtt balesetezett.

## Eredményei

### Indy Lights
| Év   | Csapat              | 1   | 2    | 3    | 4    | 5   | 6      | 7   | 8   | 9   | 10   | 11   | 12  | Helyezés | Pont |
| ---- | ------------------- | --- | ---- | ---- | ---- | --- | ------ | --- | --- | --- | ---- | ---- | --- | -------- | ---- |
| 2006 | Kenn Hardley Racing | HMS | STP1 | STP2 | IMS1 | WGL | IMS2 2 | NSH | MIL | KTY | SNM1 | SNM2 | CHI | 28.      | 43   |

### Champ Car
| Év   | Csapat       | 1      | 2     | 3     | 4     | 5     | 6     | 7      | 8     | 9     | 10    | 11    | 12    | 13     | 14    | Helyezés | Pont |
| ---- | ------------ | ------ | ----- | ----- | ----- | ----- | ----- | ------ | ----- | ----- | ----- | ----- | ----- | ------ | ----- | -------- | ---- |
| 2007 | N/H/L Racing | LVS Ki | LBH 8 | HOU 2 | POR 9 | CLE 8 | MTT 7 | TOR Ki | EDM 3 | SJO 6 | ROA 3 | ZOL 3 | ASS 9 | SRF 11 | MXC 4 | 5.       | 243  |

#### Champ Car Atlantic
| Év   | Csapat   | 1     | 2      | 3     | 4      | 5      | 6      | 7      | 8     | 9      | 10    | 11    | 12     | Helyezés | Pont |
| ---- | -------- | ----- | ------ | ----- | ------ | ------ | ------ | ------ | ----- | ------ | ----- | ----- | ------ | -------- | ---- |
| 2006 | Conquest | LGH 5 | HOU 15 | MTY 1 | POR Ki | CLE1 1 | CLE2 1 | TOR Ki | EDM 2 | SJO 12 | DEN 1 | MTL 1 | ROA Ki | 2.       | 242  |

### IndyCar
| Év   | Csapat                                       | 1      | 2       | 3       | 4       | 5       | 6       | 7       | 8      | 9      | 10     | 11     | 12     | 13     | 14     | 15     | 16     | 17     | 18     | 19     | Helyezés | Pont |
| ---- | -------------------------------------------- | ------ | ------- | ------- | ------- | ------- | ------- | ------- | ------ | ------ | ------ | ------ | ------ | ------ | ------ | ------ | ------ | ------ | ------ | ------ | -------- | ---- |
| 2008 | N/H/L Racing                                 | HMS Vi | STP 1   | MOT1 Ni | LBH1 13 | KAN 12  | INDY 33 | MIL 25  | TXS 11 | IOW 10 | RIR 18 | WGL 8  | NSH 12 | MDO 16 | EDM 26 | KTY 25 | SNM 8  | DET 13 | CHI 19 | SRF² 9 | 17.      | 288  |
| 2009 | N/H/L Racing                                 | STP 7  | LBH 12  | KAN 7   | INDY 31 | MIL 4   | TXS 22  | IOW 11  | RIR 3  | WGL 13 | TOR 20 | EDM 7  | KTY 5  | MDO 8  | SNM 21 | CHI 5  | MOT 3  | HMS 11 |        |        | 7.       | 385  |
| 2010 | Sarah Fisher Racing                          | SAO    | STP 9   | ALA 17  | LBH 22  | KAN     |         |         |        |        |        |        |        |        |        | KTY 20 |        |        |        |        | 20.      | 235  |
| 2010 | Rahal Letterman Racing                       |        |         |         |         |         | INDY 12 | TXS     |        |        |        |        |        |        |        |        |        |        |        |        | 20.      | 235  |
| 2010 | Dreyer & Reinbold Racing                     |        |         |         |         |         |         |         | IOW 9  | WGL    |        |        |        |        |        |        |        |        |        |        | 20.      | 235  |
| 2010 | Newman/Haas Racing                           |        |         |         |         |         |         |         |        |        | TOR 5  | EDM    | MDO 20 | SNM 9  | CHI 10 |        | MOT 8  | HMS 10 |        |        | 20.      | 235  |
| 2011 | Chip Ganassi Racing                          | STP 17 | ALA 18  | LBH 13  | SAO 2   | INDY 3  | TXS1 9  | TXS2 30 | MIL 2  | IOW 15 | TOR 13 | EDM 25 | MDO 24 | NHA 26 | SNM 8  | BAL 10 | MOT 12 | KTY 12 | LVS T  |        | 9.       | 302  |
| 2012 | Chip Ganassi Racing                          | STP 12 | ALA 4   | LBH 24  | SAO 16  | INDY 13 | DET 19  | TXS 2   | MIL 9  | IOW 9  | TOR 23 | EDM 4  | MDO 11 | SNM 5  | BAL 11 | FON 6  |        |        |        |        | 10.      | 333  |
| 2013 | Rahal Letterman Lanigan Racing               | STP 13 | ALA 21  | LBH 2   | SAO 22  | INDY 25 | DET 9   | DET 9   | TXS 21 | MIL 16 | IOW 5  | POC 18 | TOR 20 | TOR 13 | MDO 18 | SNM 11 | BAL 17 | HOU 7  | HOU 18 | FON 15 | 18.      | 319  |
| 2014 | Rahal Letterman Lanigan Racing               | STP 14 | LBH 13  | ALA 17  | IMS 21  | INDY 33 | DET 2   | DET 21  | TXS 12 | HOU 11 | HOU 16 | POC 19 | IOW 7  | TOR 6  | TOR 20 | MDO 5  | MIL 14 | SNM 20 | FON 18 |        | 19.      | 345  |
| 2015 | Rahal Letterman Lanigan Racing               | STP 11 | NLA 8   | LBH 11  | ALA 2   | IMS 2   | INDY 5  | DET 23  | DET 3  | TXS 15 | TOR 9  | FON 1  | MIL 3  | IOW 4  | MDO 1  | POC 20 | SNM 18 |        |        |        | 4.       | 490  |
| 2016 | Rahal Letterman Lanigan Racing               | STP 16 | PHX 5   | LBH 15  | ALA 2   | IMS 4   | INDY 14 | DET 4   | DET 11 | ROA 3  | IOW 16 | TOR 13 | MDO 4  | POC 11 | TXS 1  | WGL 21 | SNM 2  |        |        |        | 5.       | 484  |
| 2017 | Rahal Letterman Lanigan Racing               | STP 17 | LBH 10  | ALA 13  | PHX 21  | IMS 6   | INDY 12 | DET 1   | DET 1  | TXS 4  | ROA 8  | IOW 5  | TOR 9  | MDO 3  | POC 9  | GTW 12 | WGL 5  | SNM 6  |        |        | 6.       | 522  |
| 2018 | Rahal Letterman Lanigan Racing               | STP 2  | PHX 9   | LBH 5   | ALA 7   | IMS 9   | INDY 10 | DET 23  | DET 5  | TXS 6  | ROA 6  | IOW 7  | TOR 21 | MDO 9  | POC 14 | GTW 10 | POR 23 | SNM 23 |        |        | 8.       | 392  |
| 2019 | Rahal Letterman Lanigan Racing               | STP 12 | COA 4   | ALA 23  | LBH 4   | IMS 9   | INDY 27 | DET 7   | DET 7  | TXS 3  | ROA 4  | TOR 9  | IOW 8  | MDO 9  | POC 9  | GTW 18 | POR 23 | LAG 12 |        |        | 10.      | 389  |
| 2020 | Rahal Letterman Lanigan Racing               | TXS 17 | IMS 2   | ROA 7   | ROA 23  | IOW 12  | IOW 3   | INDY 3  | GTW 18 | GTW 20 | MDO 4  | MDO 4  | IMS 7  | IMS 7  | STP 9  |        |        |        |        |        | 6.       | 377  |
| 2021 | Rahal Letterman Lanigan Racing               | ALA 7  | STP 15  | TXS 5   | TXS 3   | IMS 5   | INDY 32 | DET 5   | DET 5  | ROA 11 | MDO 6  | NSH 5  | IMS 7  | GTW 23 | POR 10 | LAG 4  | LBH 16 |        |        |        | 7.       | 389  |
| 2022 | Rahal Letterman Lanigan Racing               | STP 7  | TXS 22  | LBH 7   | ALA 8   | IMS 16  | INDY 14 | DET 26  | ROA 8  | MDO 12 | TOR 4  | IOW 9  | IOW 14 | IMS 7  | NSH 23 | GTW 10 | POR 5  | LAG 18 |        |        | 11.      | 345  |
| 2023 | Rahal Letterman Lanigan Racing               | STP 6  | TXS 24  | LBH 12  | ALA 17  | IMS 10  | INDY NK | DET 25  | ROA 11 | MDO 7  | TOR 9  | IOW 28 | IOW 20 | NSH 15 | IMS 2* | GTW 20 | POR 12 | LAG 27 |        |        | 15.      | 276  |
| 2023 | Dreyer & Reinbold Racing/ Cusick Motorsports |        |         |         |         |         | INDY 22 |         |        |        |        |        |        |        |        |        |        |        |        |        | 15.      | 276  |
| 2024 | Rahal Letterman Lanigan Racing               | STP 16 | TRM2 11 | LBH     | ALA     | IMS     | INDY    | DET     | ROA    | LAG    | MDO    | IOW    | IOW    | TOR    | GTW    | POR    | MIL    | MIL    | NSH    |        | 16.*     | 14*  |

1 A Long Beach-i és a Japán versenyt ugyanazon a napon rendezték a Champ Car és az IRL pilótáknak és mindkét verseny bele számít a bajnokságba.
2 A verseny nem számít bele a bajnokságba

#### Indianapolis 500
| Év   | Kasztni | Motor     | Rajthely | Eredmény | Csapat                                       |
| ---- | ------- | --------- | -------- | -------- | -------------------------------------------- |
| 2008 | Dallara | Honda     | 13       | 33       | Newman/Haas/Lanigan Racing                   |
| 2009 | Dallara | Honda     | 4        | 31       | Newman/Haas/Lanigan Racing                   |
| 2010 | Dallara | Honda     | 7        | 12       | Rahal Letterman Racing                       |
| 2011 | Dallara | Honda     | 30       | 3        | Chip Ganassi Racing                          |
| 2012 | Dallara | Honda     | 12       | 13       | Chip Ganassi Racing                          |
| 2013 | Dallara | Honda     | 26       | 25       | Rahal Letterman Racing                       |
| 2014 | Dallara | Honda     | 20       | 33       | Rahal Letterman Racing                       |
| 2015 | Dallara | Honda     | 17       | 5        | Rahal Letterman Racing                       |
| 2016 | Dallara | Honda     | 26       | 14       | Rahal Letterman Racing                       |
| 2017 | Dallara | Honda     | 14       | 12       | Rahal Letterman Racing                       |
| 2018 | Dallara | Honda     | 30       | 10       | Rahal Letterman Racing                       |
| 2019 | Dallara | Honda     | 17       | 27       | Rahal Letterman Racing                       |
| 2020 | Dallara | Honda     | 8        | 3        | Rahal Letterman Racing                       |
| 2021 | Dallara | Honda     | 18       | 32       | Rahal Letterman Racing                       |
| 2022 | Dallara | Honda     | 21       | 14       | Rahal Letterman Racing                       |
| 2023 | Dallara | Honda     | NK       | NK       | Rahal Letterman Lanigan Racing               |
| 2023 | Dallara | Chevrolet | 33       | 22       | Dreyer & Reinbold Racing/ Cusick Motorsports |